# 柔毛梭子蟹
柔毛梭子蟹（学名：Portunus pubescens）为梭子蟹科梭子蟹属的动物。分布于日本、夏威夷、澳大利亚以及中国大陆的海南岛等地，生活环境为海水，多栖息于和隐蔽在珊瑚沙中，或20-30米深的沙泥质海底。